# گایانه آبراهامیان
گایانه آبراهامیان (انگلیسی: Gayane Abrahamyan؛ زادهٔ ۲ ژوئیهٔ ۱۹۷۹) روزنامه‌نگار و سیاست‌مدار اهل ارمنستان است که از تاریخ ۲۰۱۹ تا ۲۰۲۰ نمایندگی دوره هفتم مجلس ملی جمهوری ارمنستان را برعهده داشت.

## زندگی‌نامه
وی در ۲ ژوئیه ۱۹۷۹ در ایروان به دنیا آمد و از آکادمی دولتی هنرهای زیبای ارمنستان و مرکز بین‌المللی روزنامه‌نگاران فارغ‌التحصیل گشت. وی متأهل و ضاحب دو فرزند می‌باشد. 